# صبحي الجابي
صبحي الجابي (1929-) هو كاتب وعميد فلسطيني، ولد في نابلس وتلقى تعليمه الثانوي في كلية النجاح الوطنية في نابلس، وحصل على إجازة في الإنجليزية من جامعة دمشق، عمل ضابطاً في القوات المسلحة السورية، ورئيساً لفرع النشر والترجمة في مركز الدراسات العسكرية، ومدرساً في كلية الأركان، ومديراً للموسوعة العربية الكبرى.

## مؤلفات
صدرت له عدة أعمال أدبية منها:
- دراسة في الحرب، وزارة الدفاع، دمشق 1978.
- سياسة وإستراتيجية التقنية العسكرية في التاريخ، مركز الدراسات العسكرية، 1979.
- الاسبتارية (فرسان القديس يوحنا في القدس وقبرص) 1050، 1310 م، الطبعة الأولى مركز الدراسات 1983، الطبعة الثانية دار طلاس للنشر 1985.[2]
- اللغة الإنكليزية لطلاب المنشآت التعليمية، وزارة الدفاع، 1976.
- الوجيز في اللغة الإنكليزية، مركز الدفاع 1982.
- أصول تدريس الوجيز في اللغة الإنكليزية، وزارة الدفاع، 1983.

### ترجمات
- الوضع الراهن للدفاع المدني في المدارس، وزارة الدفاع، دمشق 1969.
- المحافظة على البقاء، وزارة الدفاع، دمشق 1974.
- العمليات الجوية المتنقلة، وزارة الدفاع، دمشق 1975.
- الحروب العربية الإسرائيلية، وزارة الدفاع، دمشق 1975.
- جهاز تمثيل الرمي، وزارة الدفاع، دمشق 1975.
- سيف الله خالد بن الوليد: دراسة عسكرية تاريخية عن معاركه وحياته، بيروت: مؤسسة الرسالة، 1976.[3]
- وثائق عن السياسية البريطانية، وزارة الدفاع، دمشق 1976.
- يوميات وزير لريتشارد كروسمان، دار طلاس، دمشق 1974.
- القوات المحمولة جواً، وزارة الدفاع، دمشق 1978.
- عمل الوحدات الصغرى في فيتنام، وزارة الدفاع، دمشق 1978.
- إسرائيل الحليف المتمرد، وزارة الدفاع، دمشق 1978.
- قدرة الكومبيوتر والعقل البشري، مركز الدراسات العسكرية، الطبعة الأولى 1979، الطبعة الثانية دار طلاس للنشر 1984.
- صانعو الإستراتيجية الحديثة، مركز الدراسات العسكرية 1981.
- صلاح الدين الأيوبي، لاهرنكروتز، مركز الدراسات العسكرية 1981.
- الحصار في العصور الوسطى، مركز الدراسات العسكرية 1983.
- نظرية الحرب وممارستها، لمايكل هوارد، مركز الدراسات العسكرية 1980.
- دور مراقبة التسلح في الشرق الأوسط، مركز الدراسات العسكرية 1983.
- الدولة الفلسيطينية ودراسة الخيارات، لآفي بلاسكوف، مركز الدراسات العسكرية 1983.
- حرب فوكلاند (المعارك الجوية في جنوب الأطلنطي) مركز الدراسات العسكرية 1985.
- إكثار النباتات، مركز الدراسات العسكرية، 1985.
- تاريخ فوج الخدمة الجوية الخاصة (S.A. S)، مركز الدراسات العسكرية، 1985.
- القيادة، السيطرة، الاتصالات، الاسختبارات، مركز الدراسات العسكرية، 1985.
- المثل والحقائق، مقالات مختارة للبروفيسيور الباكستاني عبد السلام، 1986.
- الديمقراطيون وإستراتيجية جديدة عظمى، سياسة مابعد ريغان للعالم الثالث، مركز الدراسات العسكرية، 1987.
- القيادة العليا للقوات المسلحة السوفييتية، مركز الدراسات العسكرية، 1987.
- المراجع المتعلقة بالأردن، لبنان، سورية، مركز الدراسات العسكرية، 1989.
- رسالة إلى العالم المسيحي، مركز الدراسات العسكرية، 1990.
- السيطرة الألمانية في أوروبا نظرة إلى المستقبل، مركز الدراسات العسكرية، 1991.
- القوات العسكرية السوفيتية في المرحلة الانتقالية، مركز الدراسات العسكرية، 1992.